# ماریا اوباچ ئی فونت
ماریا اوباچ ئی فونت (اسپانیایی: Maria Ubach i Font‎؛ زادهٔ ۱۴ ژوئن ۱۹۷۳ در لا ماسانا) سیاست‌مدار اهل آندورا است که از ۱۷ ژوئیه ۲۰۱۷ در ابتدا در کابینه آنتونی مارتی و سپس در کابینه خاویر اسپوت زامورا سمت وزارت امورخارجه آندورا را برعهده دارد. وی از دانشگاه‌های تولوز-ژان ژورس و سوربن فارغ‌التحصیل شده است.